# Proechimys brevicauda
Proechimys brevicauda é uma espécie de roedor da família Echimyidae.
Pode ser encontrada no norte da Bolívia, oeste do Brasil, leste do Peru, leste do Equador e no sul da Colômbia.